# 泰尔佐拉斯
泰尔佐拉斯（義大利語：Terzolas），是意大利特伦托自治省的一个市镇。总面积5平方公里，人口607人，人口密度121.4人/平方公里（2009年）。ISTAT代码为022195。